# Kunstharmonium

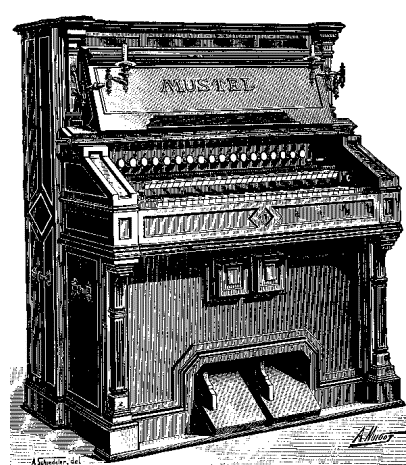
Mustel Kunstharmonium mit Celesta (Orgue-Célesta Mustel), um 1890

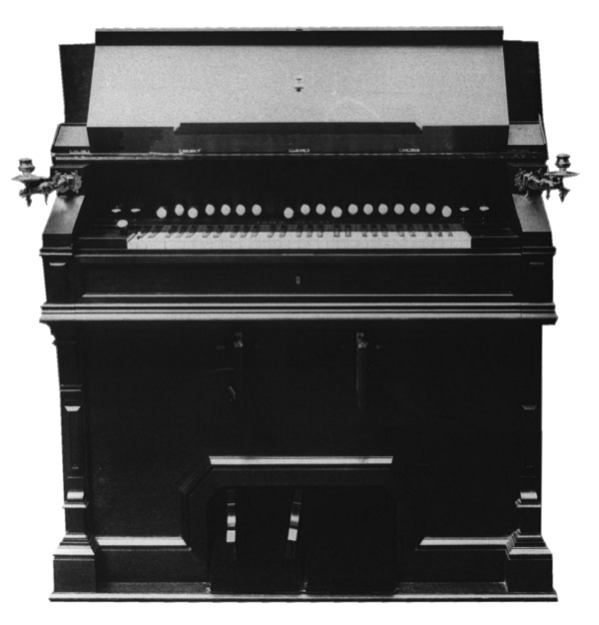
Titz Kunstharmonium um 1905, ein exakter Nachbau des einmanualigen Mustel-Kunstharmoniums

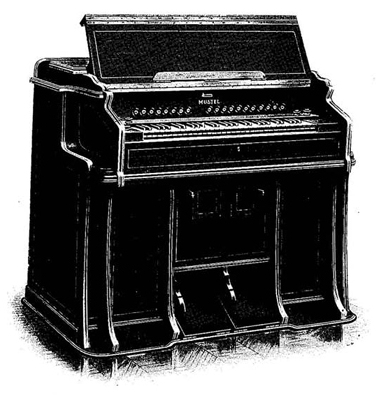
Mustel Kunstharmonium, Jugendstilgehäuse nach 1910

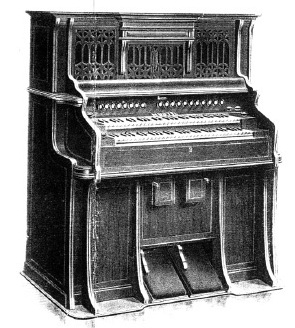
Mustel Kunstharmonium mit Celesta (Orgue-Célesta Mustel), Jugendstilgehäuse, nach 1910

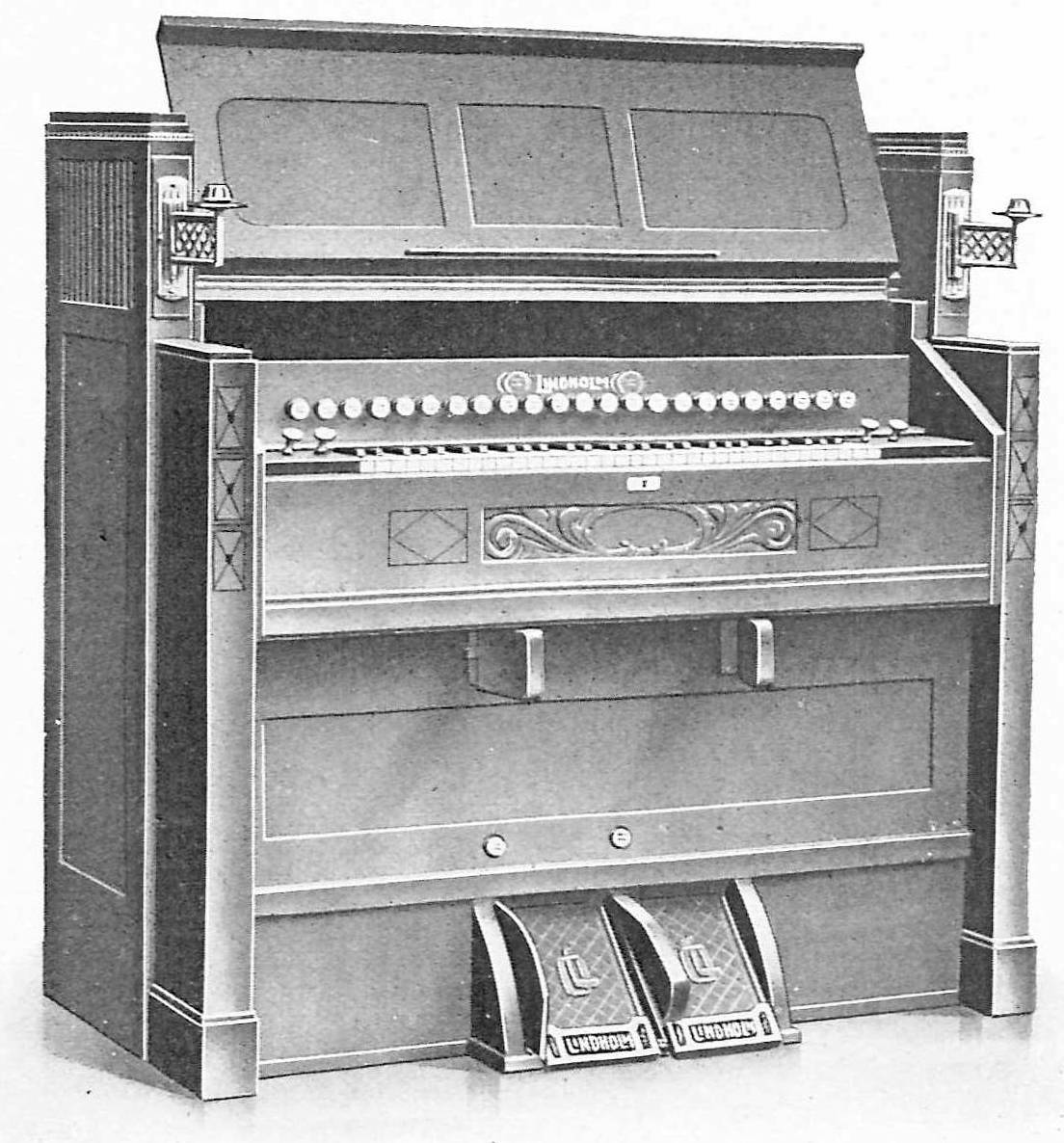
Lindholm Kunstharmonium „Imperial“

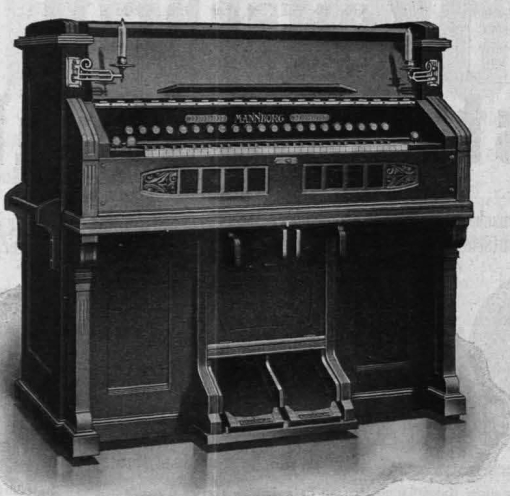
Mannborg Saugwind-Kunstharmonium, „Stil 55“

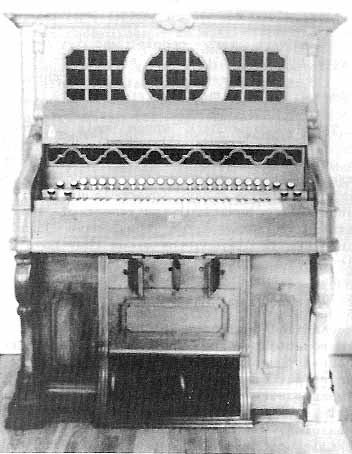
Balthasar-Florence Kunstharmonium mit Celesta, ca. 1910. Ein ähnliches Instrument gehörte zeitweise Arnold Schönberg

Das Kunstharmonium ist die höchstwertige Art des Harmoniums, die speziell für den künstlerisch-solistischen Einsatz konzipiert wurde. Wesentliches Kennzeichen des Kunstharmoniums ist eine „Doppelexpression“ genannte Winddruckteilung, die mit speziellen Kniehebeln gesteuert wird (nicht zu verwechseln mit den Kniehebeln anderer Harmoniumtypen, die eine andere Funktion haben). Die Doppelexpression erlaubt es, Bass- und Diskanthälfte der Klaviatur in unterschiedlicher Lautstärke und Dynamik zu spielen. Die Disposition des Kunstharmoniums ist typenspezifisch und standardisiert, die Windversorgung erfolgt klassischerweise mit Druckwind.

## Geschichte
Alexandre-François Debain (1809–1877) ließ sich 1842 das klassische französische Druckwindharmonium patentieren. Seine Weiterentwicklung zum eigentlichen Kunstharmonium (französisch harmonium d'artiste oder harmonium d'art) ist dem französischen Instrumentenbauer Victor Mustel (1815–1890) zu verdanken, der sich 1853 die von ihm "Doppel-Expression" genannte Winddruckteilung patentieren ließ. Die Doppelexpression war eine Weiterentwicklung einer ähnlichen bereits zuvor von Alexandre Martin de Provins konstruierten Vorrichtung, einem Erbauer, von dem Mustel auch andere Innovationen, wie etwa die Perkussionsvorrichtung (s. o.) aufgriff. Mustels Entwicklung dieses Instruments sollte eine Reihe von Beschränkungen aufheben, die mit den bis dahin gebräuchlichen Harmonien verbunden waren. Außerdem sollte ein einheitlicher Typ geschaffen werden, der es erlaubte, auch anspruchsvolle Kompositionen bei einer einigermaßen einheitlichen Handhabung zu spielen. Typische mit dem Harmonium verbundene negative Eigenschaften, wie etwa das dynamische Missverhältnis der Bass- und Diskantlage sowie die ungenügende dynamische Differenzierung sollten mit dem Kunstharmonium beseitigt werden.
Aufgrund seines hohen Preises und der großen Kunstfertigkeit, die zu seinem Spiel benötigt wurde, entwickelte sich das Kunstharmonium (im Gegensatz zum Saugwindharmonium) jedoch nie zu einem Masseninstrument. Hinzu kam, dass nur relativ wenige bedeutende Komponisten wie etwa César Franck, Alexandre Guilmant, Georges Bizet und Sigfrid Karg-Elert speziell für das Kunstharmonium komponierten. Andererseits bringt jedoch gerade das Kunstharmonium die spezifischen Vorteile des Instrumentes Harmonium, d. h. seinen ganzen klanglichen und dynamischen Reichtum, in besonderer Weise zur Geltung. Darum ist auch neuerdings in Fachkreisen das Kunstharmonium wieder ein geschätztes Instrument.

## Ausstattung
Nach den Worten eines seiner wichtigsten Komponisten, Sigfrid Karg-Elert (in: Die Kunst des Registrierens, 1. Teil, Berlin 1911), sollte ein typisches Kunstharmonium folgende technische Ausstattung haben:
- eine Windversorgung im Druckwindsystem, d. h. im Gegensatz zum weiter verbreiteten „Normalharmonium“ arbeitet das Kunstharmonium klassischerweise nicht mit Saugwind (wenngleich nach 1900 auch vereinzelt Saugwind-Kunstharmoniums konstruiert wurden);
- einen Klaviaturumfang von C–c4, mit Teilung in eine Basshälfte von C–e1 und eine Diskanthälfte von f1–c4, für die es jeweils eigene Register gibt (das „Normalharmonium“ auf Saugwind hat demgegenüber einen Klaviaturumfang von F1–f3 mit Teilung bei h0/c1);
- einen Expressionszug, der den Wind unter Umgehung des ausgleichenden Magazinbalgs direkt zu den Zungen leitet. Dadurch kann man die Lautstärke besser beeinflussen, je nachdem, wie stark man die Schöpfpedale tritt;
- die „doppelte Expression“, die durch zwei Kniehebel für die Bass- und die Diskanthälfte gesteuert wird (und mit dem zuvor genannten Expressionszug nicht zu verwechseln ist). Die doppelte Expression bewirkt unterschiedliche Öffnungsgrade der beiden Einlassventile zur Zungenkammer und beeinflusst daher ebenfalls die Lautstärke;
- das Métaphone, eine Vorrichtung, die im hinteren Bereich des Kunstharmoniums Klappen schließt; dadurch wird der Klang der hinteren Spiele (unten Nr. (3) und (4)) dunkler und satter;
- das Prolongement, eine „Tastenfessel“ für die zwölf Tasten der unteren Oktave, welche sie in niedergedrücktem Zustand hält und auf diese Weise Orgelpunkte ermöglicht. Durch eine Vorrichtung zur „Hackenauslösung“ am linken Pedal, Talonnière genannt, kann das Prolongement vorübergehend außer Kraft gesetzt werden, solange sein Registerzug gezogen ist (denn man möchte ja nicht jeden Ton, der in die tiefe Oktave hineinspielt, lange halten);
- Das Forte-Fixe und das Forte-Expressif, zwei Züge, die die Forteklappe des Kunstharmoniums öffnen; das Forte Fixe öffnet diese unveränderlich weit, das Forte Expressif dagegen in Abhängigkeit vom Winddruck;
- Das Grand Jeu („Volles Werk“), ein Zug, der die vier ersten Register (unten Nr. (1) bis (4)) auf einmal in Aktion setzt;
- Die Perkussion, eine Vorrichtung, bei der die Zungen des ersten 8’-Registers (unten Nr. (1)) mit Hämmerchen angeschlagen werden. Die Perkussion kann daher auch ohne Windzufuhr benutzt werden zur Erzeugung (freilich recht „dünn“ klingender) harfenartiger Effekte. Mit Windbetrieb des ersten Registers kann sich durch die Perkussion die Schnelligkeit der (vor allem im Bass etwas trägen) Tonansprache der Zungen steigern; außerdem erleichtert sie das Staccato- und Trillerspiel.
- Einige Kunstharmonien enthalten außerdem eine integrierte Celesta.

### Disposition
Die Register des Kunstharmoniums sind genau festgelegt. Sie werden in den entsprechenden Kompositionen oder Bearbeitungen durch Ziffern ausgedrückt, und zwar wie folgt:
| Notation                                | Bass                                                    | Diskant                                                                            |
| --------------------------------------- | ------------------------------------------------------- | ---------------------------------------------------------------------------------- |
| (1)                                     | Cor Anglais 8′ (Englischhorn)                           | Flûte 8′ (Flöte) das Hauptregister („Grundspiel“) mit einem direkten, klaren Klang |
| (2)                                     | Bourdon 16′                                             | Clarinette 16′ mit rundem, weichem Klang                                           |
| (3)                                     | Clairon 4′                                              | Fifre 4′ mit nasalem, kräftigem Klang                                              |
| (4)                                     | Basson 8′                                               | Hautbois 8′ mit markantem Klang                                                    |
| (5)                                     | Harpe éolienne 2′ (Aeolsharfe) ein schwebendes Register | Musette 16′ mit schalmeiartigem Klang                                              |
| (6)                                     |                                                         | Voix céleste 16′ eine schwebende Stimme für mystische Effekte                      |
| nur bei größeren Instrumenten vorhanden |                                                         |                                                                                    |
| (7)                                     |                                                         | Baryton 32′ eine tiefliegende nasale Stimme                                        |
| (8)                                     |                                                         | Aeolsharfe 8′                                                                      |

Die Register der Gruppen (3) und (4) sind im hinteren Bereich des Harmoniums verbaut.
Im Allgemeinen sind in Kompositionen für das Kunstharmonium die Stimmen in der Tonhöhe notiert, in der sie gespielt werden sollen, nicht in der sie klingen. Eine scheinbar hochliegende Melodie mit Bezeichnung (2) klingt also, da ein 16′-Register gefordert ist, eine Oktave tiefer. (Bei der Wiedergabe auf einem Harmonium oder einer Orgel ohne 16′ müsste man dann eine Oktave nach unten transponieren.)

## Hersteller und Modelle
Kunstharmonien wurden von folgenden Herstellern produziert:

### Frankreich
- Mustel, Paris: Die Firma, die das Kunstharmonium und den Begriff harmonium d'artiste (später harmonium d'art) erfand. Somit wurde das Instrument häufig auch einfach als Orgue Mustel, Mustel Organ, Mustel-Orgel oder ähnlich bezeichnet.

Mustel stellte auch Kombinationsinstrumente aus Kunstharmonium und Celesta (orgue-célesta Mustel) mit zwei und drei Manualen sowie zweimanualige „Kunstharmoniums“ und Pedalharmoniums (sogar dreimanualige Harmonium-Celesten mit Pedal) her. Während Mustel alle seine Modelle als Kunstharmonien bezeichnete, handelt es sich nach heutiger Begrifflichkeit und der oben zitierten Definition von Karg-Elert jedoch nur bei den einmanualigen Harmonien und den zweimanualigen Harmonium-Celesten um Kunstharmonien im eigentlichen Sinne, nicht hingegen bei den anderen (experimentellen) Modellen.
Ab etwa dem Jahr 1913 weisen die Mustel-Kunstharmoniums eine erweiterte Disposition auf: Im Bass wurden zusätzlich die Register Contrebasse 16′ (zuerst ca. 1905, gesondert schaltbare tiefste Oktave des Bourdon) sowie Basse 8′ (gesondert schaltbare tiefste Oktave des Cor anglais) eingebaut, um tiefe Töne im Prolongement (einer Tastenfessel) halten zu können (das Prolongement erstreckte sich nur auf die tiefste Oktave), gleichzeitig aber die Möglichkeit einer anderen Registrierung in der restlichen Baßhälfte zu haben. Seit ca. 1924 findet sich das Diskantregister Salicional 16′ (die normal gestimmte Zungenreihen der Schwebestimme Voix célèste als Vorabzug). Ab dieser Zeit wird überdies auf den Einbau des Forte-Fixe-Registers verzichtet.
Kunstharmonien mit Selbstspieleinrichtung wurden unter dem Markennamen Concertal vertrieben, preisgünstige Modelle mit weniger reichhaltiger Disposition (sogenannte Spar-Kunstharmonien) und billigerem Zungenmaterial unter dem Namen Mustel-Studio.
Die Modelle aller anderen hier aufgeführten Hersteller stellen mehr oder weniger freie Kopien des Mustel'schen Vorbilds dar, ohne dass einer dieser Fabrikanten das Kunstharmonium wesentlich weiterentwickelt hätte.
- Debain & Co., Paris, baute Instrumente mit der Mustel'schen Doppelexpression ab 1859 (Vertrag zwischen Mustel und Debain über die Nutzungsrechte der Mustel'schen Doppelexpression), wenngleich nicht mit der Mustel'schen Kunstharmoniumdisposition
- Alexandre Père et fils, Paris. Die Kunstharmonien dieses Herstellers – freiere Kopien Mustel'scher Instrumente –  werden als „Alexandre d’art“ bezeichnet.
- Couty & Liné, Paris
- Couty & Richard (1867–1874), Paris (Doppelexpression nach eigenem System, nach Art einer Sourdine générale)
- J. Richard et Cie., Paris
- Christophe & Etienne (modifizierte Kunstharmonium-Disposition)
- Kasriel, Paris
- Lépicier Grolleau, Paris
- Petitqueux-Hilard, Bagnolet bei Paris (auch Kombinationsinstrumente mit Celesta)
- Charles-Henry Bildé, Annecy (modifizierte Kunstharmonium-Disposition)
- Bonnel, Paris (Saugwind-Kunstharmonium, Patent für Saugwind-Doppelexpression 1926)

### Deutschland
- Kaim & Fritsche, Kirchheim unter Teck, „Erste deutsche Meister-Harmoniumfabrik“; die Firma wurde am 1. Januar 1905 von Schiedmayer übernommen und Gustav Fritsche wurde Chefkonstrukteur bei Schiedmayer, wo künftig Kunstharmonien nach dem „System Fritsche“ gebaut wurden.
- Schiedmayer, Stuttgart: Modellname Dominator (auch „Meisterharmonium Dominator“) mit und ohne Celesta. Schiedmayer erweiterte die Standarddisposition von Mustel im Bass um die Register (6) Violon 16′, (7) Violoncello 8′ und (8) Undamaris 8′ sowie im Diskant um die Register (8) Äolsharfe 8′ und (9) Vox angelica 16′.

Wie in den späteren Mustel-Instrumenten Extraregister für die das Einschalten lediglich der tiefsten Baßoktave einiger Register vorhanden sind, so finden sich bei Schiedmayer standardmäßig für die Register (6), (5) und (2) im Bass solche „Halbzüge“. Neben dem herkömmlichen Prolongement wurde von Schiedmayer ein Prolongement piano gebaut, in einigen Modellen auch mehrere einzeln schaltbare Prolongements über den ganzen Klaviaturbereich hinweg.
Das Modell Scheola mit Selbstspieleinrichtung ist eine Entsprechung des Concertal von Mustel.
- Johannes Titz, Löwenberg in Schlesien, stellte ab 1904 detailgenaue Kopien einmanualiger Mustel'scher Kunstharmonien her, zunächst in identischem Gehäuse, später in einer vergröberten Version des Mustel'schen Jugendstilgehäuses, das Mustel ab 1910 baute. Ab 1911 sein Schwiegersohn Martin Schlag an der Kunstharmoniumfertigung beteiligt; nach seinem Tod 1925 wurde die Produktion von Schlag bis 1945 alleine weitergeführt. Karg-Elert schätzte die Titz-Harmonien besonders.

- O. Lindholm, Borna (Modellname Imperial sowie ebenfalls „Normal-Kunstharmonien“).
- Hofberg, Leipzig (in Frankreich nach dem Ersten Weltkrieg unter dem Herstellerpseudonym „Melodian“; Saugwind-Kunstharmonium)
- Hörügel, Leipzig („Grandola Artist“, Saugwind-Kunstharmonium mit modifizierter Kunstharmoniumdisposition).
- Hinkel, Ulm: Kunstharmoniums und sogenannte „Spar-Kunstharmonien“ mit Doppelexpression und reduzierter Disposition.
- Ed. F. Köhler, Pretzsch (Saugwind-Kunstharmonium).
- Mannborg, Leipzig, (Stil 55, Saugwind-Kunstharmonium) sowie sogenannte „Normal-Kunstharmonien“, d. h. Saugwindharmonien mit dem für diesen Instrumententypus eigenen Klaviaturumfang und Doppelexpressionsvorrichtung. „Normal-Kunstharmonien“ sind keine Kunstharmonien im klassischen Sinn, da durch den abweichenden Klaviaturumfang die kunstharmoniumspezifische Literatur hier nur eingeschränkt ausführbar ist.

### Belgien
- Balthasar-Florence, Namur (Kunstharmoniums mit und ohne Celesta, auch einmanualige Harmonium-Celestas, wo die Celesta also nicht über ein eigenes Manual verfügt, sondern vom Harmoniummanual angekoppelt werden kann). Arnold Schönberg besaß zeitweilig eine einmanualige Harmonium-Celesta von Balthasar-Florence.
- Victor Mazet, Brüssel.
- Vitus Gevaert, Gent (modifizierte Doppelexpression für zweimanualiges Harmonium)

### Vereinigte Staaten
- Mason & Hamlin, Boston (Style 1400). Diese Modellreihe wurde in den 1880er-Jahren begonnen. Hierbei handelt es sich um aus Frankreich importierte Werke (wohl hergestellt von Mustel oder Alexandre), die von Mason & Hamlin in Gehäuse im amerikanischen Stil eingesetzt wurden. Ab 1904 bestand ein Vertrag zwischen Mustel und Mason & Hamlin über die Produktion von Kunstharmonien in Amerika. Bislang ist jedoch kein Instrument aus dieser letzten Produktionsreihe bekannt geworden.

### Skandinavien
- Ölund & Almquist, Stockholm (Saugwind-Kunstharmonium).

### Ähnliche Modelle
Instrumente mit Kunstharmoniumdisposition (und kunstharmoniumähnlicher Disposition) aber ohne Doppelexpression bauten die Hersteller:
- Gilbert Bauer, London
- Cottino & Tailleur, Paris
- Hörügel, Leipzig, Hinkel, Ulm und andere.

Die Firma Trayser konstruierte bei einigen ihrer Instrumente mit nicht kunstharmoniumspezifischer Disposition eine (irrigerweise) "Doppelexpression (bzw. "Double expression") genannte Vorrichtung, wobei es sich jedoch um einen einfachen Windschweller ohne Bass- und Diskant-Teilung handelt, der konstruktiv nicht mit der Mustel'schen Doppelexpression verwandt ist.